# Pëtr Andreevič Tolstoj
Pëtr Andreevič Tolstoj, (in russo: Пётр Андреевич Толстой) (1645 – Monastero di Soloveckij, 1729), è stato un politico russo.

## Biografia
Era il figlio di Andrej Vasil'evič Tolstoj, un lontano parente di Marija Il'inična Miloslavskaja, moglie di Alessio I.

## Carriera
Consigliere di Pietro il Grande, effettuò negli anni 1697-99, per incarico dello zar, una missione in Italia, allo scopo di studiarvi i sistemi e le strategie della difesa marittima contro la pirateria ottomana e barbaresca.

### Carriera diplomatica
Dal 1701 al 1714 visse da ambasciatore a Costantinopoli, accreditando presso il Governo della Sublime porta la politica balcanica del suo Paese. Tornato in Russia nel 1714 , si alleò con Aleksandr Danilovič Menšikov e fu nominato senatore.
Dopo un viaggio (1716-17) al seguito dello zar nei Paesi Bassi, in Francia e in Germania, fu nominato (1718) capo della Cancelleria Segreta e successivamente capo del Consiglio Supremo Segreto (1726).
Nel 1717, Tolstoj venne incaricato dallo zar di partire per Napoli, dove si nascondeva lo zarevic Alessio con la sua amante Eufrosina, per convincerlo a tornare in Russia. Da allora Tolstoj divenne uno dei più stretti confidenti del sovrano.
All'incoronazione di Caterina, ricevette il titolo di conte. Nel 1726 partecipò alla negoziazione di un'alleanza russo-austriaca.

## Matrimonio
Sposò Salomonica Timof'evna Dubrovskaja (1660-1722). Ebbero due figli:
- Ivan Petrovič (1685-1728)
- Pëtr Petrovič (?-1728)

## Morte
Per effetto delle manovre dell'aristocrazia di corte a lui avversa, venne esiliato nel 1727 in un monastero sul Mar Bianco, dove visse gli ultimi anni, morendo nel 1729.